# Coluche

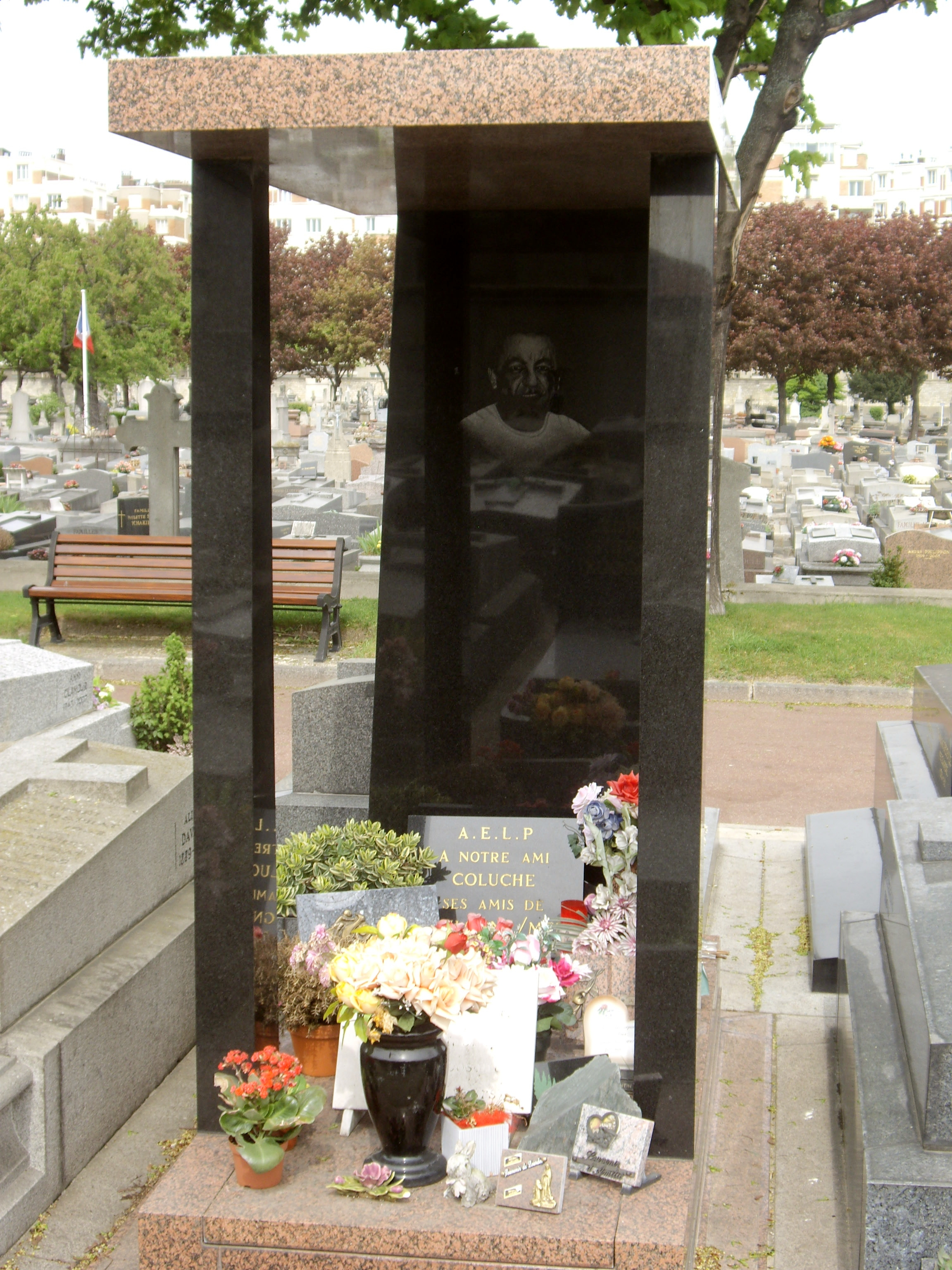
Graftombe van Coluche op de begraafplaats van Montrouge

Michel Colucci, beter bekend onder zijn pseudoniem Coluche (Parijs, 28 oktober 1944 – Opio, 19 juni 1986) was een bekende Franse komiek en acteur.

## Leven en werk

### Afkomst en opleiding
Colucci werd geboren als tweede kind van de Italiaanse immigrant Honorio Colucci, die als schilder werkte, en de bloemiste Simone Bouyer. Zijn vader overleed op 31-jarige leeftijd aan polio, waarna zijn moeder Coluche en zijn anderhalf jaar oudere zuster in haar eentje opvoedde. 
Colucci ging naar school in Montrouge, was geen uitblinker, en werd op 15-jarige leeftijd betrapt bij een poging de tas van een oude vrouw te stelen - een gebeurtenis die hij later met veel moeite opbiechtte. Hij bleef halverwege zijn eindexamen opzettelijk weg, had vervolgens diverse baantjes, belandde in de militaire gevangenis wegens insubordinatie, en werkte daarna onder andere bij zijn moeder als bloemist.

### Komiek
Aan het eind van de jaren zestig was hij een weinig succesvol zanger op caféterrassen. Hij ging verder als komiek in de groep die bekend werd door het Café de la Gare en nam zijn pseudoniem aan. Wegens overmatig alcoholgebruik moest hij de groep verlaten. Hij richtte nu zelf een groep op Le vrai chic parisien, maar verliet deze later weer, opnieuw wegens alcoholproblemen. 
Hierna begon hij een solocarrière. Zijn allereerste sketch was C'est l'histoire d'un mec ('t Is het verhaal van een vent) over de problemen bij het vertellen van een komisch verhaal. Een blauwwit gestreepte tuinbroek en een geel T-shirt vormden zijn vaste outfit. Bij Le vrai chic parisien had hij Véronique Kantor leren kennen, met wie hij in 1975 trouwde. Het echtpaar kreeg twee zoons en scheidde in 1981.

### Radio
Van 24 april 1978 tot 24 juni 1979 maakte Coluche met Robert Willar en Gérard Lanvin het radioprogramma On n'est pas là pour se faire engueuler (We zijn hier niet om ons te laten uitkafferen) voor de zender Europe 1, maar wegens zijn provocatieve houding werd hij ontslagen. In januari 1980 werd hij na slechts 12 dagen bij Radio Monte-Carlo ontslagen, om dezelfde reden.

### Presidentskandidaat
Op 30 oktober 1980 hield hij een persconferentie waarin hij zich kandidaat stelde voor de Franse presidentsverkiezingen van 1981. Aanvankelijk voerde hij een campagne als "kandidaat nul" en treiterde hij zowel de progressieven als de conservatieven. Toen de krant Journal du dimanche op 14 december van dat jaar echter een peiling publiceerde waarin hij 16% van de stemmen kreeg, besloot Coluche zijn campagne serieus te nemen. Latere peilingen gaven hem 10 tot 12% van de stemmen. Hij had socialistische ideeën, en was hierdoor een bedreiging voor de toenmalige socialistische presidentskandidaat, François Mitterrand. Daarop werd zijn vuile was buiten gehangen, en kreeg hij meerdere doodsbedreigingen. Op 16 april 1981 maakte Coluche bekend af te zien van zijn kandidatuur. Uiteindelijk zou Mitterrand zittend president Giscard d'Estaing verslaan en president worden. Al voor Coluche's eerste persconferentie was hij door Gérard Lenorman in diens liedje Si j'étais président (1980) genoemd als mogelijke Minister van Pret ("Coluche notre ministre de la rigolade").
De gebeurtenissen rond zijn presidentscampagne werden later verfilmd in Coluche, l'histoire d'un mec (Coluche, 't verhaal van een vent). In deze film uit 2008, geregisseerd door Antoine de Caunes, wordt de rol van Coluche gespeeld door François-Xavier Demaison.

### Film
In 1984 kreeg Coluche een César voor Beste acteur, voor zijn rol in het neo noir drama Tchao Pantin (1983), geregisseerd door Claude Berri.

### Liefdadigheid
Coluche begon in 1985 met de "Restos du Cœur", een organisatie die voedsel, geld en kleding inzamelt voor daklozen. Sinds 1986 wordt zij hierbij geholpen door Les Enfoirés, een groep artiesten door Coluche bijeengebracht vlak voor zijn dood. In wisselende samenstelling geven deze artiesten elk jaar een groot benefietconcert voor de Restos du Coeur en ter nagedachtenis aan Coluche. Dit evenement is uitgegroeid tot de grootste mediagebeurtenis in de Franstalige wereld.

### Auto- en motorsport
Coluche's grote passie was auto- en motorsport. Hij zette zich onder meer in voor de Parijs-Dakar rally. Op 29 september 1985 verbrak hij het snelheidsrecord op een motorfiets toen hij op de Nardò Ring 252,087 km/u haalde met een Yamaha 750 OW 31. Hij overleed negen maanden later op 41-jarige leeftijd aan een nekbreuk, nadat hij met zijn motorfiets tegen een vrachtwagen aanreed, toen deze een uitwijkmanoeuvre maakte. Coluche werd begraven op het gemeentekerkhof van Montrouge. Langs de D3 in Grasse bevindt zich ter hoogte van de plaats van het ongeval een monumentje.

### Place Coluche

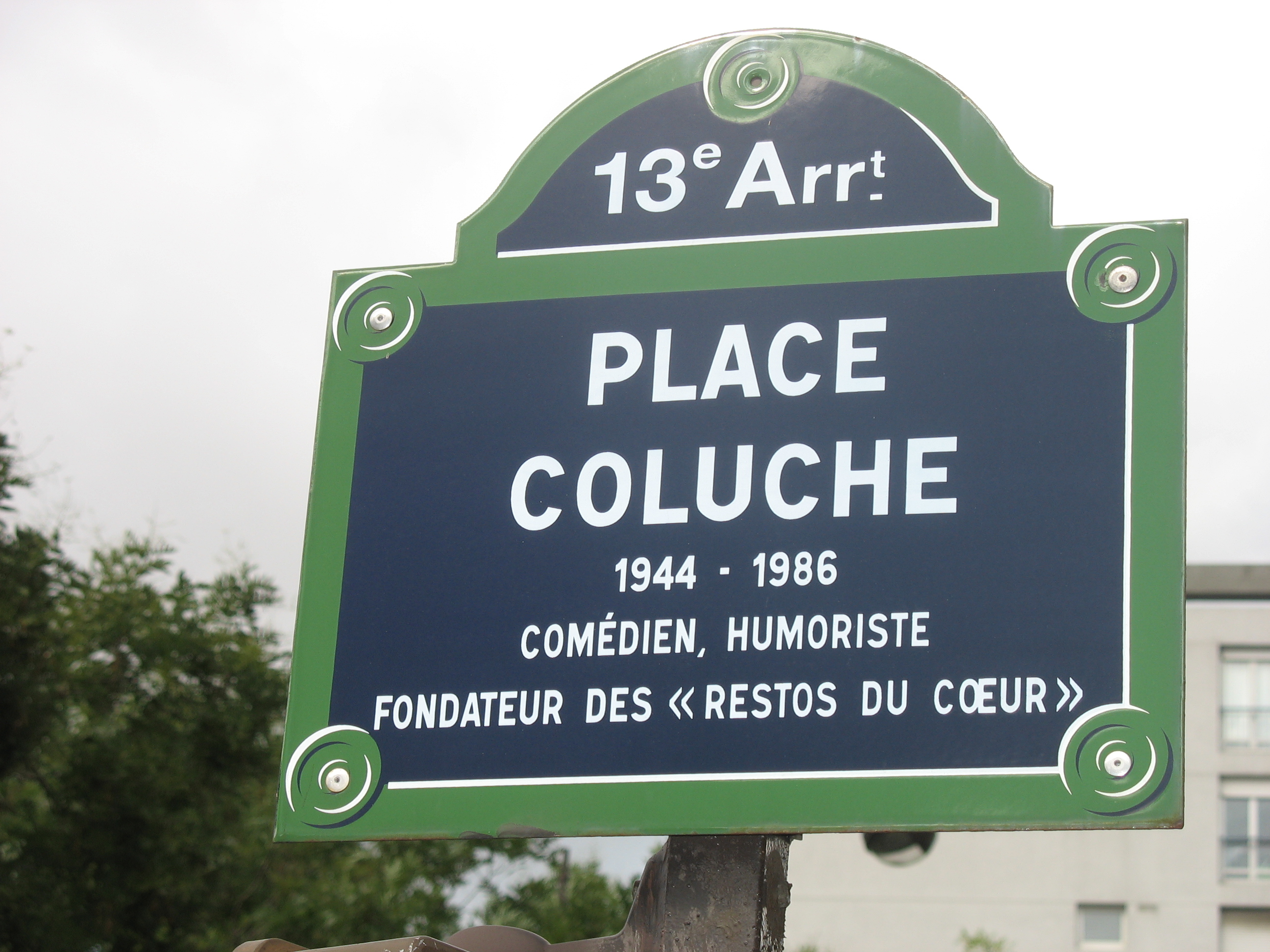
straatnaambord Place Coluche

Bij gemeentelijk besluit op 5 november 2002 werd in Parijs de plaats waar de rue d'Alésia, rue de la Santé, rue de la Glacière, rue de Tolbiac, rue de l'Amiral Mouchez en avenue Reille samenkomen omgedoopt in Place Coluche (Colucheplein). Het plein werd echter pas op 29 oktober 2006 ingewijd, een dag na de dag waarop Coluche 62 jaar zou zijn geworden. Burgemeester Bertrand Delanoë en de stadsdeelburgemeesters van het 13e en 14e arrondissement van Parijs verrichtten de plechtigheid; tot de genodigden behoorden Véronique Kantor en de beide zoons van Colucci en Kantor.
In diverse andere Franse plaatsen is een straat, plein of park naar Coluche genoemd.

## Filmografie
- 1985 - Scemo di guerra
- 1985 - Sac de noeuds
- 1985 - Les rois du gag
- 1984 - La vengeance du serpent à plumes
- 1984 - Le Bon Roi Dagobert
- 1983 - Tchao Pantin
- 1983 - La femme de mon pote
- 1983 - Banzaï
- 1982 - Deux heures moins le quart avant Jésus-Christ
- 1982 - Elle voit des nains partout!
- 1981 - Le Maître d'école
- 1981 - Signé Furax
- 1980 - Inspecteur la Bavure
- 1977 - Vous n'aurez pas l'Alsace et la Lorraine
- 1977 - Drôles de zèbres
- 1976 - L'aile ou la cuisse
- 1976 - Les vécés étaient fermés de l'interieur
- 1975 - Salavin (telefilm)
- 1973 - Le grand bazar
- 1973 - Themroc
- 1973 - L'an 01
- 1973 - Elle court, elle court la banlieue
- 1971 - Laisse aller... c'est une valse
- 1970 - Peau d'âne
- 1970 - Le pistonné

## Trivia
- Coluche heeft een cameo in het Kiekeboestripalbum "Klavertje Vier" (1984) waar hij de rol speelt van lokale Franse burgemeester/hoofd van de politie.
- Bij zijn verkiezingscampagne zei Coluche: "de politici zijn slechte acteurs maar ik ben een goede!"